# Indometacin
Indometacinul este un antiinflamator nesteroidian antireumatic, foarte activ, analgezic (efectul se instalează cam după 30 de minute de la ingerare). Este metabolizat în ficat și excretat prin urină și materii fecale. Se utilizează în poliartrită reumatoidă, coxartroză și alte forme de reumatism articular sau extraarticular cu inflamație și dureri marcate; criză de gută.

## Efecte adverse
Relativ frecvent cefalee, amețeli (la începutul tratamentului), anorexie, greață, vomă, dureri abdominale, diaree (uneori chiar la doze mici), iritație rectală; uneori reacții alergice. Reacțiile adverse sunt relativ rare la doze mici (50–150 mg/zi), dar frecvente (35%) la doze mari, impunând administrarea sub supraveghere medicală și deseori (20%) oprirea medicației.Poate genera posibile reacții cutanate de tip alergic la administrare topică

## Contraindicații
Leziuni ulcerative gastrointestinale (ulcer gastroduodenal, colită ulceroasă, enterită regională), alergie sau intoleranță la indometacină, alte inflamatorii nesteroidiene, salicilați; se va evita în timpul sarcinii, alăptării și la copiii sub 14 ani; se evită sau prudență și doze mici la bătrâni; prudență în insuficiența renală și hepatică, insuficiența cardiacă, hipertensiunea arterială, la bolnavii cu tulburări de coagulare, la psihotici, epileptici, parkinsonieni și în prezența infecțiilor. Supozitoarele sunt contraindicate în caz de proctită sau antecedente de proctită și de sângerări rectale recente. Indometacina nu se asociază cu acidul acetilsalicilic (risc mare de hemoragii digestive) și cu triamterenul (risc de insuficiență renală acută); prudență în asocierea cu anticoagulante (risc de hemoragii), diferite diuretice antialdosteronice (reținere de potasiu crescută), litiu (crește litemia cu risc toxic); indometacina poate micșora efectul diureticelor și antihipertensivelor (prin reținere de sare și apă); probenecidul întârzie eliminarea indometacinei.
Mod de administrare:
Artrite:25 mg/3ori pezi
Artrită gutoasă acută: 50 mg/3ori pe zi